# Alice Parisi
Alice Parisi (* 11. Dezember 1990 in Tione di Trento) ist eine ehemalige italienische Fußballspielerin. Sie stand bis 2024 bei der AC Florenz unter Vertrag und nahm mit der italienischen Nationalmannschaft an den Europameisterschaften 2009 und 2013 teil.

## Werdegang
Parisi begann mit dem Fußballspielen beim ACF Trento, wo sie ihre ersten Schritte im Erwachsenenbereich machte. 2008 schloss sie sich dem amtierenden Meister ASD CF Bardolino in der Serie A an, mit dem sie einerseits den Titel verteidigte und andererseits der Coppa Italia gewann. 2010 wechselte sie zum Ligakonkurrenten UPC Tavagnacco. Hier wurde sie 2011 Vizemeisterin, im selben Jahr ging das Pokalfinale gegen ASD Torres Calcio verloren. 2024 beendete sie ihre Karriere bei AC Florenz.
Als Juniorennationalspielerin trug Parisi bei der U19-Europameisterschaft 2008 zum ersten Titelgewinn des Landesverbandes auf Jugendebene bei den Frauen bei, im Endspiel erzielte sie den spielentscheidenden Treffer zum 1:0-Erfolg über Norwegen. Bereits 2007 hatte sie in der italienischen A-Nationalmannschaft debütiert. Nationaltrainer Pietro Ghedin berief sie in den Kader für die Europameisterschaft 2009, dort kam sie zu zwei Kurzeinsätzen in der Gruppenphase. 2013 stand sie im Kader von Nationaltrainer Antonio Cabrini, als Stammspielerin bestritt sie bis zum Ausscheiden im Viertelfinale gegen Deutschland alle vier Turnierspiele der Auswahl.